# Александровка (Завьяловский район)
Александровка — посёлок в Завьяловском районе Алтайского края. Входит в состав Чернавского сельсовета.

## География
Село находится в западной части края, в пределах Кулундинской равнины, у озёр Грачиное и Артельное.
Климат
умеренный, резко континентальный. Средняя температура января составляет −18,6 °C, июля — +19,3 °C.

## История
Основан в 1913 году.
В 1928 году посёлок Александровка состоял из 178 хозяйств. Центр Александровского сельсовета Родинского района Славгородского округа Сибирского края.

## Население
| 1926 | 1997 | 1998 | 1999 | 2000 | 2001 | 2002 | 2003 | 2004 | 2005 |
| ---- | ---- | ---- | ---- | ---- | ---- | ---- | ---- | ---- | ---- |
| 1029 | ↘321 | ↗541 | ↘302 | ↘298 | ↗300 | ↘293 | ↘292 | ↘274 | ↗284 |
| 2006 | 2007 | 2008 | 2009 | 2010 | 2011 | 2012 | 2013 |      |      |
| ↘275 | ↘267 | ↗268 | ↘248 | ↘247 | ↘246 | ↘227 | ↗231 |      |      |

Национальный состав
В 1928 году основное население — украинцы.
Согласно результатам переписи 2002 года, в национальной структуре населения русские составляли 93 % из 292 чел.

## Инфраструктура
Сельское хозяйство.

## Транспорт
Александровка доступна автомобильным транспортом.
Подходит автодорога межмуниципального значения «Камышенка — Чернавка — Александровка» (идентификационный номер 01 ОП МЗ 01Н-1102).